# Ausztriai Julius Caesar
Ausztriai Julius Caesar, Don Julius Caesar D'Austria (Prága, 1584 - Český Krumlov, 1609. június 25.) Rudolf magyar király és osztrák főherceg legidősebb törvénytelen gyermeke. Anyja Katharina Strada, Rudolf egyik ágyasa.

## Élete
Julius 1584-ben vagy 1586-ban látta meg a napvilágot I. Rudolf magyar királynak és ágyasának, Katharina Strada úrnőnek szkizofrén gyermekeként. 5 testvére volt, ő volt közülük a legidősebb. Rudolf minden bizalmát legidősebb fiába helyezte, gondosan taníttatta, és igyekezett neki pozíciót szerezni a királyi udvarban. Végül Český Krumlovot jelölte ki lakóhelyének, ahová Julius 1605-ben át is költözött Bécsből. 1606 nyarán Rudolf a gamingi kolostorba küldte Észak-Ausztriába, de 1607 őszén Julius elhagyta Gaminget, és visszatért Krumlovba.
1607-ben beleszeretett Markéta Pichlerovába, egy krumlovi borbély lányába. Szülei engedélyével meghívta a lányt, hogy lakjon vele a krumlovi várban. Julius elmebetegsége miatt erőszakosan bánt vele, többször megverte, és nekitámadt késsel. Egy alkalommal, mikor Markéta eszméletlen lett Julius erőszakoskodása miatt, Julius kidobta egy ablakból a sziklák közé. A lány túlélte az esést, mert nem a sziklákra, hanem egy szemétdombra esett.
Miután Markéta meggyógyult, Julius megkérte a lány édesapját, hogy adja vissza neki őt, de az apja ezt megtagadta, mivel féltette lánya életét. Julius ezért tömlöcbe vetette a férfit, és megfenyegette, hogy megöli, ha nem kapja vissza Markétát. 5 hét börtön után a lány édesanyja beleegyezett, hogy visszaadja lányát Juliusnak. Markétát a visszatérése után egy nappal, 1608. február 19-én Julius brutálisan meggyilkolta, és a nő testét feldarabolta.
Julius szörnyű tette kiváltotta az európai arisztokrácia gyűlöletét. Saját édesapja, Rudolf élete végéig börtönbe záratta.
Markéta meggyilkolása után Julius szkizofréniája egyre komolyabb lett. Nem tisztálkodott és nem evett. Tárgyakat dobált ki az ablakon, és nem ment ki krumlovi kastélyából. Élete vége felé hatalmas mocsokban élt, a szőnyegen aludt, és ha fázott, ruháival takarta be magát.
Egészsége 1609 júniusára nagyon megromlott, majd nem sokkal később, 1609. június 25-én meghalt.
A krumlovi Minorita monostorban temették el. Később át akarták temetni egy császár fiát megillető sírhelyre, de mielőtt ez megtörténhetett volna, Rudolf meghalt.